# جوك هوبز
جوك هوبز (بالإنجليزية: Jock Hobbs)‏ هو لاعب اتحاد الرغبي ومحامي نيوزيلندي، ولد في 15 فبراير 1960 في كرايستشرش في نيوزيلندا، وتوفي في 13 مارس 2012 في ويلينغتون في نيوزيلندا بسبب ابيضاض الدم.

## وصلات خارجية
- جوك هوبز عل موقع إسبنسكروم (الإنجليزية)